# Cinque pezzi per orchestra (Webern)
I Cinque pezzi per orchestra, op. 10 di Anton Webern è una composizione scritta nel 1913.

## Storia della composizione
Nel periodo in cui aveva finito di comporre i Sei pezzi op.6 Webern stava iniziando a progettare e abbozzare la realizzazione di due lavori operistici su soggetti del poeta belga Maurice Maeterlinck quando nel 1910 decise di abbandonare il progetto e di dedicarsi ad altre composizioni. Videro così la luce due nuove opere strumentali, ciascuna delle quali costituente una tappa importante nella parabola creativa del compositore austriaco: le Sei Bagatelle per quartetto d’archi op. 9 e i Cinque pezzi per orchestra op. 10. A proposito delle Bagatelle, che durano complessivamente tre minuti e mezzo, lo stesso compositore aveva scritto della «sensazione che, una volta esaurita l’esposizione dei dodici suoni, anche il pezzo dovesse considerarsi finito». E proseguiva: «Molto più tardi sono arrivato alla conclusione che tutto questo rientrava nel quadro di un importante sviluppo … In una parola era nata una regola: prima che non siano stati esposti tutti i dodici suoni, nessuno di essi può venir ripetuto. La cosa più importante è che il pezzo (l’idea, il tema) abbia ricevuto un certo profilo già attraverso un’unica enunciazione dei dodici suoni». Webern era dunque giunto già alla soglia dell’individuazione dodecafonica . Quanto ai Cinque pezzi per orchestra op. 10, composti nel 1913, in essi si ravvisa la prosecuzione della ricerca di Webern verso l’essenzialità timbrica e costruttiva; l’autore arriva qui «a una forma aforistica che equivale alla massima condensazione di espressione, a una valorizzazione del timbro in cui diventa sempre più evidente il principio della “melodia dei timbri”, nel senso che il mosaico delle singole sonorità strumentali origina nel suo succedersi una superiore unità melodica» .

## Struttura della composizione
Nei Cinque Pezzi op. 10 si manifesta l’apparentemente infinita varietà di sfumature che Webern riesce a esprimere entro il livello dinamico più delicato possibile e nel lasso di tempo più breve possibile  (l’intera composizione non dura mediamente più di cinque/sei minuti). Quanto all’orchestra, malgrado non sia designata esplicitamente come complesso da camera, è composta di soli strumenti solisti e dall’opera 10 in poi Webern tratterà i complessi strumentali nello spirito dell’orchestra da camera . Pur nelle loro ridotte proporzioni, queste aggraziate miniature rappresentano uno dei brani musicali più perfetti che siano stati composti in quanto comunicano molto con il meno possibile  e con una essenzialità che dice molto di più di qualsiasi retorica magniloquenza. Peraltro, la scelta di comporre una musica di eccezionale brevità trova in Webern la sua spiegazione nella volontà di seguire un processo coerente: l’atonalità, accettata in tutti i suoi termini doveva necessariamente condurre alla dissoluzione se si voleva evitare di cadere in un’anarchia gratuita e priva di senso. Il brano musicale diviene un’immagine sonora e la ricerca dell’essenza purificata del suono conduce al suo progressivo annullamento .   
- Il primo pezzo in tempo Sehr ruhig und zart (Molto tranquillo e delicato) dura appena quaranta secondi e si svolge in sole dodici battute. L’orchestrazione che qui vede esclusi diversi strumenti a fiato come gli oboi, il clarinetto in mi bemolle ed il corno [6], sfrutta il vitreo timbro della celesta e dei campanelli che conferiscono a questo brano l’aspetto di un trasparente cristallo, librato nello spazio e dolcemente roteante [4].

- Il secondo pezzo Lebhaft und zart bewegt (Vivace e delicatamente mosso) è anch’esso molto breve, non durando più di mezzo minuto. Ai suoni frullati della tromba che destano all’ascolto un brivido d’angoscia, si aggiunge la gelida sonorità delle note acute dei campanelli. La sottile trama sonora del brano finisce per essere drammaticamente squarciata da una ghignante fanfara, in cui emergono i suoni acuti della tromba accanto agli stridenti trilli del corno e dei legni [4].

- Il terzo pezzo Sehr langsam und äußerst ruhig (Molto lento ed estremamente tranquillo) con la durata di un minuto e venticinque secondi è il più lungo dell’op. 10. In esso, le note ribattute dall’arpa e dalla celesta assieme ai tremoli del mandolino e della chitarra sopra lo sfondo di un lontano scampanio appena udibile, creano secondo Roman Vlad un’atmosfera rarefatta da alta montagna, un po’ come nel primo dei Sei Pezzi op. 6 [4]. Il riferimento a un paesaggio alpino è accentuato dall’uso di campanacci da bestiame (in precedenza utilizzati da Gustav Mahler, destando la caustica ironia di taluni critici musicali [7]), il cui argenteo tintinnio avvolge continuamente il tremulo accordo degli strumenti a corda e a tastiera, oltre alle dolci note del violino. In questo pezzo si manifesta il profondo amore di Webern per la natura, amore che il musicista ebbe a manifestare in una lettera indirizzata al suo amico e collega Alban Berg: «Sono stato sull’alpe dell’Hochschwab … Non mi commuovono il bel paesaggio, i bei fiori nel consueto senso romantico. Il mio motivo: il significato profondo, imperscrutabile, insondabile, inesauribile, in tutte e particolarmente in “queste” manifestazioni della natura. Tutta la natura mi è cara, ma soprattutto è preziosa quella che si manifesta lassù. Indagare, osservare la natura reale è per me più alta Metafisica, Teosofia» [4].

- Il quarto pezzo Fließend, äußerst zart (Scorrevole, molto delicato) è il più breve dell’intera serie (appena quindici secondi) e conta solo sei battute [3]. L’inizio è affidato al mandolino accompagnato da un accordo dell’arpa, cui seguono la tromba “dolce” ed il trombone “dolcissimo” sostenuti da un armonico della viola e da una singola nota del clarinetto. Dopo alcuni tocchi della cassa rullante, dell’arpa, della celesta e del mandolino, accompagnati da un trillo del clarinetto, il violino conclude il movimento mediante una figura lieve “come un soffio” [4].

- Il quinto pezzo in tempo Sehr fließend (Molto scorrevole) nel ritmo di 3/4 richiama una danza austriaca, il Ländler, tipica della regione austriaca tanto cara a Webern. L’atmosfera idilliaca è tuttavia presto turbata dalle sonorità degli ottoni e degli strumenti a percussione, tra cui emerge il caratteristico timbro dello xilofono. Alla fine, si assiste al quieto sfaldamento di tutti gli elementi costitutivi dell’opera [4]. Webern si conferma dunque in quest’opera come l’uomo nuovo in campo musicale, per il quale ogni traccia di decadimento romantico è scomparsa, ogni cedimento sentimentalistico è soppresso, mentre la tendenza alla prolissità narrativa e descrittiva non esiste più [8].

## Discografia parziale
- Berliner Philharmoniker, Pierre Boulez (Deutsche Grammophon)
- Cleveland Orchestra, Christoph von Dohnányi (Decca)
- London Symphony Orchestra, Pierre Boulez (Sony-BMG)
- London Symphony Orchestra, Antal Dorati (Mercury)
- NDR Sinfonieorchester, Günter Wand (RCA-BMG)
- Nuremberg Symphony Orchestra, Othmar F. Maga (Red Note)
- Philharmonia Orchestra, Robert Craft (Naxos)
- Staatskapelle Dresden, Giuseppe Sinopoli (Apex Teldec)
- Ulster Orchestra, Takuo Yuasa (Naxos)
- SWR Sinfonieorchester Baden-Baden, Jascha Horenstein (Arlecchino/Arla)